# Agrochola plumbea
Agrochola plumbea là một loài bướm đêm trong họ Noctuidae.